# Sierra de Nava Alta - Puerto de la Chabola
Sierra de Nava Alta - Puerto de la Chabola este o arie protejată (arie specială de conservare — SAC, sit de importanță comunitară — SCI) din Spania întinsă pe o suprafață de 9.904,88 ha, integral pe uscat.

## Localizare
Centrul sitului Sierra de Nava Alta - Puerto de la Chabola este situat la coordonatele 41°38′19″N 1°30′06″W / 41.6386°N 1.5018°V.

## Înființare
Situl Sierra de Nava Alta - Puerto de la Chabola a fost declarat sit de importanță comunitară în iulie 2000 pentru a proteja 1 specie de plante și 4 specii de animale. Situl a fost protejat și ca arie specială de conservare în februarie 2021.

## Biodiversitate
Situată în ecoregiunea mediteraneană, aria protejată conține 9 habitate naturale: Pajiști umede mediteraneene cu ierburi înalte de Molinio-Holoschoenion, Pseudostepă cu ierburi și specii anuale de Thero-Brachypodietea, Păduri de Quercus ilex și Quercus rotundifolia, Lande oro-mediteraneene cu formațiuni endemice de grozamă, Păduri de pin mediteraneene cu pini mezogeni endemici, Râuri de munte și vegetația lor lemnoasă cu Salix elaeagnos, Păduri endemice cu Juniperus spp., Pante stâncoase calcaroase cu vegetație casmofită, Matorral arborescenți cu Juniperus spp..
La baza desemnării sitului se află mai multe specii protejate:
- plante (1): Narcissus asturiensis
- mamifere (4): liliac cu aripi lungi (Miniopterus schreibersii), liliac comun (Myotis myotis), liliacul mare cu potcoavă (Rhinolophus ferrumequinum), liliacul mic cu potcoavă (Rhinolophus hipposideros)

Pe lângă speciile protejate, pe teritoriul sitului au mai fost identificate 7 specii de plante, 19 specii de păsări, 1 specie de amfibieni, 3 specii de mamifere.